# Gnathoncus rotundatus
Gnathoncus rotundatus är en skalbaggsart som först beskrevs av Johann Gottlieb Kugelann 1792.  Gnathoncus rotundatus ingår i släktet Gnathoncus och familjen stumpbaggar. Arten är reproducerande i Sverige. Inga underarter finns listade i Catalogue of Life.